# Rocksmith
Rocksmith ist eine Videospielreihe von Ubisoft, bei dem der Spieler mit einer E-Gitarre oder einem E-Bass spielt. Die letzte Version, Rocksmith 2014, wurde im Jahr 2013 veröffentlicht. Ein Nachfolger mit dem Namen Rocksmith+ wurde nach ursprünglicher Ankündigung 2021 am 7. September 2022 veröffentlicht.

## Spielprinzip
Ziel des Spiels ist es, im Stile anderer Rhythmusspiele wie Guitar Hero oder Rockband, Noten und Akkorde zum richtigen Zeitpunkt zu treffen und Musikstücke zu begleiten. Dabei muss der Spieler mit einer echten E-Gitarre spielen, deren Audiosignale durch einen Adapter (Real-Tone-Cable) umgesetzt werden und vom Spiel interpretiert werden. Entspricht der gespielte Ton dem geforderten Ton, wird dies vom Spiel erkannt und in die Bewertung des Spielers einbezogen.
Durch die Fähigkeiten des Spielers steigert sich die Anzahl und Komplexität der zu spielenden Töne durch einen dynamischen Schwierigkeitsgrad bis hin zum sogenannten „Meistermodus“, in welchem man das jeweilige Lied "blind" spielt. Anders als bei Guitar Hero oder Rockband ist der Spieler früher oder später in der Lage, die Lieder komplett alleine zu spielen. Somit kann man Rocksmith auch als Lernprogramm für Gitarristen bezeichnen.

## Versionen
Rocksmith wurde 2011 in den Vereinigten Staaten veröffentlicht. Die erste Erweiterung, bei dem der Spieler auch Bass spielen konnte, wurde zusammen mit dem Hauptspiel im Jahr 2012 auch in Europa veröffentlicht. Rocksmith 2014 wurde weltweit im Jahr 2013 für Xbox 360, PlayStation 3, PC und Mac veröffentlicht.